# Cadelão III de Aulnay
Cadelão III de Aulnay (c. 900 - 954) foi um nobre da Alta Idade Média francesa, tendo sido detentor do título de II Visconde de Aulnay, que atualmente corresponde á comuna francesa na região administrativa de Poitou-Charentes, no departamento de Vienne.

## Relações familiares
Foi filho de Cadelão II de Aulnay (875 - 950) e de Gisela de Melle. Casou com Senegonda de Marcillac, de quem teve:
1. Hildegarda de Aulnay (929 - 1020), viscondessa de Thouars pelo seu 1.º casamento com Herberto I de Thouars (925 - 987) que foi em 960, após a morte de seu pai visconde de Thouars. O 2.º casamento foi com Arnoldo II de Angoulême.
2. Cadelão IV de Aulnay